# Гранулотол
Гранулото́л (гранульований тротил; англ. granulotole, нім. granuliertes Trotyl n) — водостійка вибухова речовина. Використовується в гірничій справі для висадження обводнених гірських порід на наземних родовищах та на акваторіях.

## Зарубіжні аналоги
Зарубіжні аналоги гранулотола: пелетол у США і нітропел у Канаді.